# FV Langenargen
Der FV Langenargen 1920 e.V. ist ein deutscher Fußballverein mit Sitz in der baden-württembergischen Gemeinde Langenargen im Bodenseekreis.

## Geschichte

### Gründung bis Nachkriegszeit
Der Verein wurde ursprünglich im Jahr 1920 gegründet und stieg zur Saison 1948/49 in die zu dieser Zeit zweitklassige Landesliga Südwürttemberg auf. Mit 16:24 Punkten platzierte sich die Mannschaft am Ende der Spielzeit auf dem zehnten Platz der Gruppe Süd, womit der Verein direkt wieder absteigen musste.

### Heutige Zeit
In der Saison 2003/04 spielte die Mannschaft in der Kreisliga B und erreichte dort mit 50 Punkten ungefährdet die Meisterschaft, womit es zur nächsten Spielzeit in die Kreisliga A ging. Dort spielte man bis zum Saisonende 2008/09, wonach es im Anschluss an eine desaströse Spielzeit mit lediglich neun Punkten wieder runter in die Kreisliga B ging. In der untersten Liga angekommen platzierte man sich am Ende der Spielzeit 2009/10 aber auch hier mit 13 Punkten nur auf dem allerletzten Platz. Dort sollte es bis zur Saison 2017/18 dauern, bis man wieder zumindest in die Nähe eines Aufstieg kam. Mit 40 Punkten platzierte man sich auf dem zweiten Platz und durfte damit an einem Relegationsspiel teilnehmen. Dieses fand gegen den SC Friedrichshafen statt und konnte mit 4:0 gewonnen werden. Damit kehrte die Mannschaft schließlich wieder in die Kreisliga A zurück. Hier spielt die Mannschaft auch noch bis heute.